# Катера
Катера (лат. Catera, грч. Καvτερα) представља најстарије у историјским дјелима поменуто насеље на територији данашње Републике Српске. Историјски списи ово насеље наводе под више имена, Катера, Декатера, Котор, док је први помен овог насеља на територији првобитне Босне, забиљежио Константин VII Порфирогенит у свом дјелу О управљању царством. Порфирогенит наводи имена првих градова покрштене Србије, у које спадају: Дестиник, Чернавуск, Међуречје, Дреснеик, Лесник, Салинес. Према овом спису, на простору Босне се налазе два града, Десник и Катера. Град на челу сваког списка, тадашњих крљевина и кнежевина представља заправо главно црквено средиште у датој земљи. Ако примијенимо ово на Босну, добијамо резултат да је Катера била на челу црквене организације, а Десник је био једина парохија те цркве.

## Земља Босна
Првобитно се на Босну односи територија око изворишта истоимене ријеке и њеног горњег тока, окружена високим планинама око сарајевског поља. Брдско-планински рељеф је и утицао на Јужне Словене да приликом насељавања Балканског полуострва простор Босне слабо и населе. Босна се у свом првом поимању, описује као област Деситијата племена које је под вођством Батона подигло велики Устанак против Римског царства почетком нове ере.

## Локалитет
На простору горње Босне постоји локалитет Которац који се налази на сарајевском подручју на територији општине Источна Илиџа, са десне стране ријеке Жељезнице. Которац је у близини урбаног и управног језгра муниципалне јединице Акве (Aquae), која се налази на територији Лужана на Илиџи на лијевој страни ријеке Жељезнице. Прихваћено је мишљење да је Катера доминантна узвишица на југоисточном рубу Сарајевског поља, са десне стране ријеке Жељезнице, у чијем је подножју смјештено насеље Которац. Ове наводе потврђује и најпознатији француски картограф Гијом де Лил, који је на основу Порфирогенитовог дјела израдио карту Источна империја и сусједни региони, гдје се види да је Босна била у саставу Српских земаља са градом Катером и Десником.Према карти Де Лила, град Катера се налази у изворишту ријеке Босне, тј. у подручју данашњег Сарајева. Према остацима трагова, доста танког зида који је опасивао главицу тзв. Илијиног брда изнад Горњег Бутмира, може се уочити да се некадашњи град Катера састојао од рефугијума (збјега, склоништа), опкољеног зидом у који би се у случају неприлика склањало становништво насеља које се налазило под градом. Насеље се састојало од дрвених кућа, а град је вјероватно био и сједиште жупана.

## Настанак насеља
Муниципална јединица Римског царства, Аква је свој процват доживјела за вријеме владавине Диоклецијана, у раздобљу од 284 до 305. године. Вријеме напуштања римског града у Лужанима је непознато, као и разлози који су до њега довели. То се сигурно десило у периоду између Битке код Хадријанопоља 378. године и пада и разарања Салоне. У овом око 230 година дугом раздобљу дошло је до стварања избјегличког насеља на оближњем Которцу и напуштања Лужана као урбаног и управног средишта. Ова избјегличка насеља представљају почетке развијања града Катере, а заправо ријеч је о Доњем и Горњем Которцу чији међусобни однос у потпуности одговара насеобинском систему утврђења (Горњи) са подграђем (Доњи). По Археолошком лексикону Босне и Херцеговине званична археолошка истраживања су вршена на сљедећим локалитетима:
1. Црнач, Доњи Которац,
2. Црквина, Доњи Которац,
3. Градац на Илињачи, Горњи Которац и
4. Накло, Војковићи.

Сва истраживања ових локалитета, за резултат су имала закључак да је ово подручје, и то оно долинског карактера, било насељено и култивисано и у раној и развијеној антици од првог до краја четвртог вијека.

## Црквено сједиште
На локалитету Илињача је утврђено постојање цркве. Наиме, ова црква показује да је Горњи Которац био и управно средиште након напуштања насеља у Лужанима, јер се у турбулентним временима Велике сеобе црквена организација знала наметнути над цивилном управом и бити ослонац и организатор живота становништва. Из Порфирогенитовог дјела би се могло закључити да је Босна (хорион – омеђени простор), а кастра оикоумена у ствари градови који су припадали црквеној организацији, с обзиром да су Словени већ примили Хришћанство, онда град на челу сваког списка представља главно црквено средиште поменуте области.
Према сазнањима проистеклим из истраживања на овом локалитету је била саграђена и црква Илињача на сјевероисточном дијелу платоа.Досадашњаистраживања су утврдила да је црква као и утврђење из касноантичког периода и претпоставља се да његова градња пада у вријеме владавине источноримског цара Јустинијана I (527—565) дакле у доба још увијек јединствене хришћанске цркве. Само име брда (Илињача) упућује на Светог Илију. Такође један од главних паганских богова међу прехришћанским Србима био је Перун, бог грома. Са продором хришћанства бог Перун је замјењен са Светим Илијом. Сама црква је оријентисана правцем запад - исток то јесте улаз је позициониран на западу, а олтарски простор са апсидом на истоку. Ради се о једнобродној грађевини која је имала призидану јужну просторију.

## Културни утицај
- Катера, интернет портал у Источном Сарајеву.
- Катера, музички састав при храму Светог Василија Острошког у Источној Илиџи.
- Катера, пјесма у извођењу музичког састава Катера.